# Гайленд (округ, Огайо)
Шаблон:StateAbbr_ 39°11′ пн. ш. 83°36′ зх. д. / 39.18° пн. ш. 83.6° зх. д.
О́круг Га́йленд (англ. Highland County) — округ (графство) у штаті Огайо, США. Ідентифікатор округу 39071.

## Історія
Округ утворений 1805 року.

## Демографія
За даними перепису
2000 року
загальне населення округу становило 40875 осіб, зокрема міського населення було 11725, а сільського — 29150.
Серед мешканців округу чоловіків було 19935, а жінок — 20940. В окрузі було 15587 домогосподарств, 11395 родин, які мешкали в 17583 будинках.
Середній розмір родини становив 3,04.
Віковий розподіл населення поданий у таблиці:
| Стать    | До 15 років | 15-21 | 22-29 | 30-39 | 40-49 | 50-65 | 65-85 | Понад 85 |
| -------- | ----------- | ----- | ----- | ----- | ----- | ----- | ----- | -------- |
| Чоловіки | 4652        | 1986  | 1941  | 2871  | 2880  | 3202  | 2210  | 193      |
| Жінки    | 4556        | 1929  | 2021  | 2826  | 2948  | 3414  | 2773  | 473      |

## Відомі особистості
В поселенні народився:
- Джосеф Б. Форакер (1846—1917) — американський політик.

## Суміжні округи
- Файєтт — північ
- Росс — північний схід
- Пайк — схід
- Адамс — південний схід
- Браун — південний захід
- Клінтон — північний захід

## Виноски
1. ↑  Ohio County Profiles: Highland County. Ohio Department of Development. Архів оригіналу (PDF) за 13 липня 2013. Процитовано 28 квітня 2007.
2. ↑  U.S. Decennial Census. United States Census Bureau. Архів оригіналу за 26 квітня 2015. Процитовано 8 лютого 2015.
3. ↑  Historical Census Browser. University of Virginia Library. Архів оригіналу за 11 серпня 2012. Процитовано 8 лютого 2015.
4. ↑  Forstall, Richard L., ред. (27 березня 1995). Population of Counties by Decennial Census: 1900 to 1990. United States Census Bureau. Архів оригіналу за 14 лютого 2015. Процитовано 8 лютого 2015.
5. ↑  Census 2000 PHC-T-4. Ranking Tables for Counties: 1990 and 2000 (PDF). United States Census Bureau. 2 квітня 2001. Архів оригіналу (PDF) за 18 грудня 2014. Процитовано 8 лютого 2015.
6. ↑  State & County QuickFacts. United States Census Bureau. Архів оригіналу за 19 липня 2011. Процитовано 8 лютого 2015.(англ.) Наведено за англійською вікіпедією.
7. ↑  American FactFinder. Бюро перепису населення США. Архів оригіналу за 21 травня 2008. Процитовано 31 січня 2008.

| США | Це незавершена стаття з географії США. Ви можете допомогти проєкту, виправивши або дописавши її. |